# Radio Edits 1
Radio Edits 1, или једноставно Edits је био ремикс албум бенда Есид Бет и објављен је 1994. године ради промотивних сврха. Овај албум није био доступан јавности и био је покушај да бенд придобије више пратње. Четири песме са овог албум су биле најпопуларније на бендовом првом албуму из 1994, When the Kite String Pops, али су биле измењене тако да буду прикладне за емитовање на радио станицама.
Илустрације на омоту албума су урађене од стране америчког серијског убице Ричарда Рамиреза, што је у том тренутку изазвало контроверзност.

## Песме
Аутор(и) свих текстова и песама: Есид Бет. 
| №               | Назив                   | Трајање |  |
| 1.              | Toubabo Koomi           | 4:00    |  |
| 2.              | The Bones of Baby Dolls | 3:34    |  |
| 3.              | Tranquilized            | 3:56    |  |
| 4.              | The Bones of Baby Dolls | 3:59    |  |
| 5.              | Scream of the Butterfly | 3:52    |  |
| 6.              | The Bones of Baby Dolls | 3:56    |  |
| Укупно трајање: | Укупно трајање:         | 23:17   |  |

## Заслуге
- Декс Ригз - Вокали
- Оди Питре - Бас гитара
- Џими Кајл - Бубњеви
- Мајк Санчез - Гитаре, вокали
- Семи Пјер Дует - Гитаре, вокали
- Спајк Кесиди - Продуцент, миксер, мастеринг